# Nordstadt (Euskirchen)
Nordstadt is een wijk van Euskirchen in deelstaat Noordrijn-Westfalen.